# モチョ語
モチョ語（モチョご、Mochoʼ, Mochó）は、メキシコのチアパス州モトシントラとトゥサンタンで話される言語。マヤ語族のカンホバル語群に属するが、カンホバル語にはない多くの特徴を持つ。モトシントレコ語(Motozintleco)、カトック語(Qatoʼk)、コトケ語(Cotoque, Kotoke)とも呼ばれる。
トゥサンタンの言葉がモチョ語とは異なる独立した言語（トゥサンテコ語）であるかどうかは未解決の問題である。
マヤ語族の言語の中で、モチョ語はイツァ語とならんで消滅寸前にある言語として知られる。ロメロによると、モチョ語の2つの変種について、流暢に話せる人の数はそれぞれ15人と11人（2015年）だった。パロサーリの2011年の著書でも話者数が30人未満で、すべて70歳を越えているとしている。UNESCOの危機に瀕する言語の分類では「極めて深刻な危機にある」(critically endangered)言語としている。

## 音声
モチョ語はマヤ祖語以来の子音 /ŋ/ を音素として維持している。マヤ語族でこの音素があるのはほかにチュフ語とハカルテコ語のみである。
カンホバル語には母音の長短の区別がないが、モチョ語には存在する。
モチョ語はユカテコ語などと同様に声調の区別があることで知られ、歴史的に*CVʔC型の音節が降り声調（低声調）を持つ長母音のCV̀ːCに変化したとされる。ただしトゥサンタン方言では声門破裂音を含むCV́ʔV̀Cの形で発音される（例：モトシントラ [kâːŋ]、トゥサンタン [káʔàŋ]「空（そら）」）。このことから、ローラ・マーティンはモチョ語の降り声調を深層形式としてVʔと解釈した。

## 文法
モチョ語はマヤ語族の他の言語と同様に能格言語であり、人称接辞にA型（能格）とB型（絶対格）の区別がある。しかし主語の人称によって分裂能格が引きおこされる点がマヤ語族のうちで独特である。モチョ語では三人称を扱う場合には通常の能格構文を取り、A型接辞が他動詞の主語(A)、B型接辞が他動詞の目的語(O)と自動詞の主語(S)を標示する。しかし自動詞の主語が一人称と二人称の場合にはA型接辞を取る。

## 関連文献
- Kaufman, Terrence S. (1971) [1964]. “Materiales lingüísticos para el estudio de las relaciones internas y externas de la familia de idiomas mayanos”. In Evon Z. Vogt; Alberto Ruz. Desarrollo cultural de los mayas (2nd ed.). Mexico: Universidad Nacional Autónoma de México. pp. 81-136